# Turritella exoleta
Turritella exoleta is een slakkensoort uit de familie Turritellidae. De wetenschappelijke naam werd in 1758 gepubliceerd door Carl Linnaeus in de tiende editie van Systema naturae.